# Calamus brachysomus
Calamus brachysomus är en fiskart som först beskrevs av William Neale Lockington, 1880.  Calamus brachysomus ingår i släktet Calamus och familjen havsrudefiskar. Inga underarter finns listade.